# Musaranya de Guinea
La musaranya de Guinea (Crocidura dolichura) és una espècie de musaranya (Soricidae) que viu a Burundi, Camerun, República Centreafricana, República del Congo, República Democràtica del Congo, Guinea Equatorial, Gabon i, possiblement també, Ruanda. Hi ha una certa destrucció de l'hàbitat a gran part del territori on es distribueix. A la part oriental els desplaçats per la inestabilitat social han establert assentaments al bosc.